# Elyes Ghariani

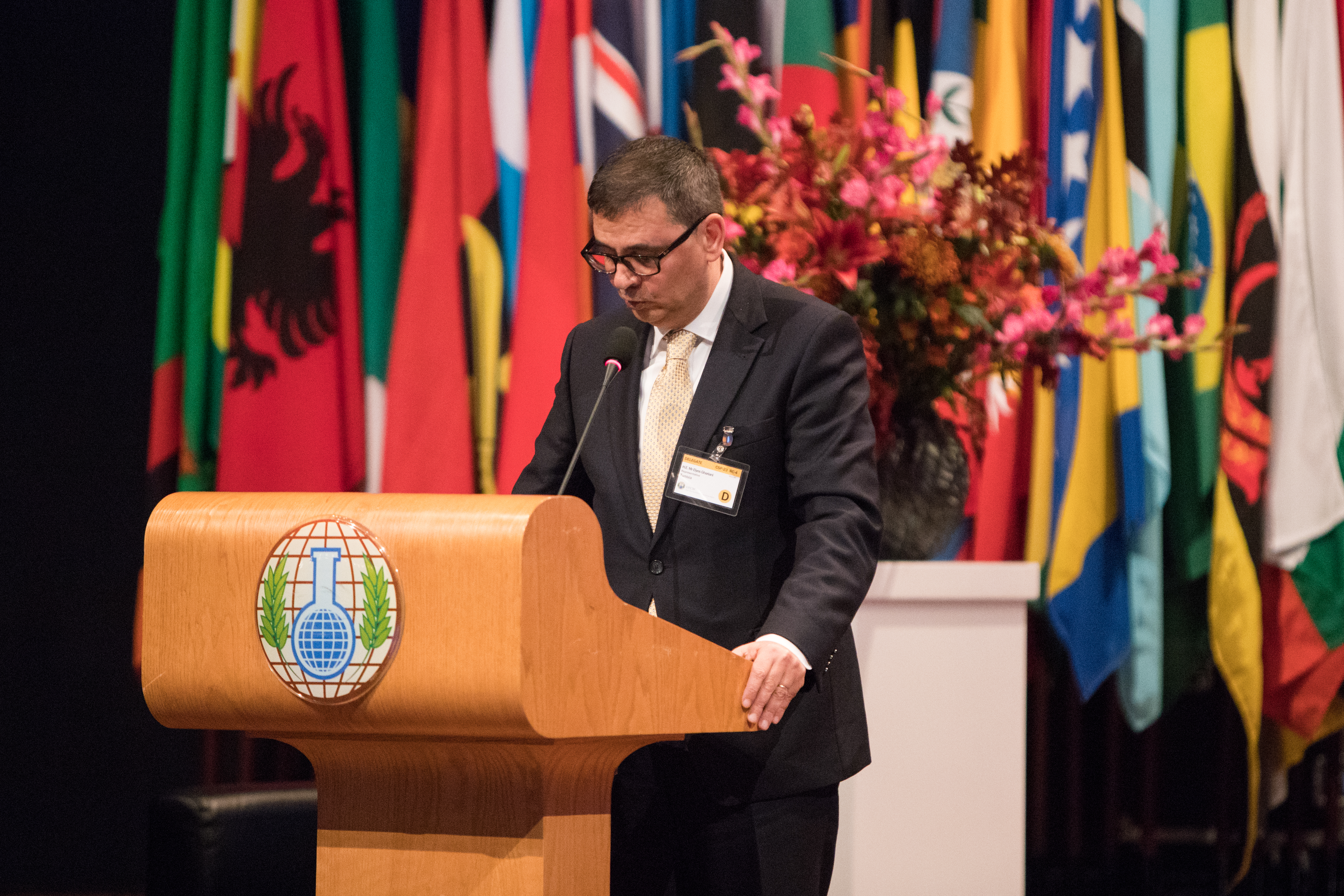
Elyes Ghariani, 2018

Elyes Ghariani (* 2. Juni 1958) ist ein tunesischer Diplomat.

## Leben
Er genoss eine Ausbildung am Puschkin-Institut in Moskau, am Institut Bourguiba des Langues Vivantes Tunis und am Institut universitaire de Hautes Etudes Internationales in Genf. 1982 trat er in den Dienst des tunesischen Außenministeriums ein. Einsätze im Ausland führten ihn als Sekretär an die tunesische Botschaft nach Bonn in Deutschland und an das tunesische Büro bei der Europäischen Union nach Brüssel. Von September 2008 bis November 2009 war er Direktor für den Bereich Europäische Union des tunesischen Außenministeriums. Am 2. September 2011 wurde er tunesischer Botschafter in Deutschland und versah das Amt bis August 2014. Ab Oktober 2014 leitete er als Generaldirektor das Außenministerium Tunesiens. Am 30. November 2016 wurde er tunesischer Botschafter in den Niederlanden.
Neben Arabisch spricht er auch Deutsch, Englisch, Französisch und Russisch.